# Manieczki

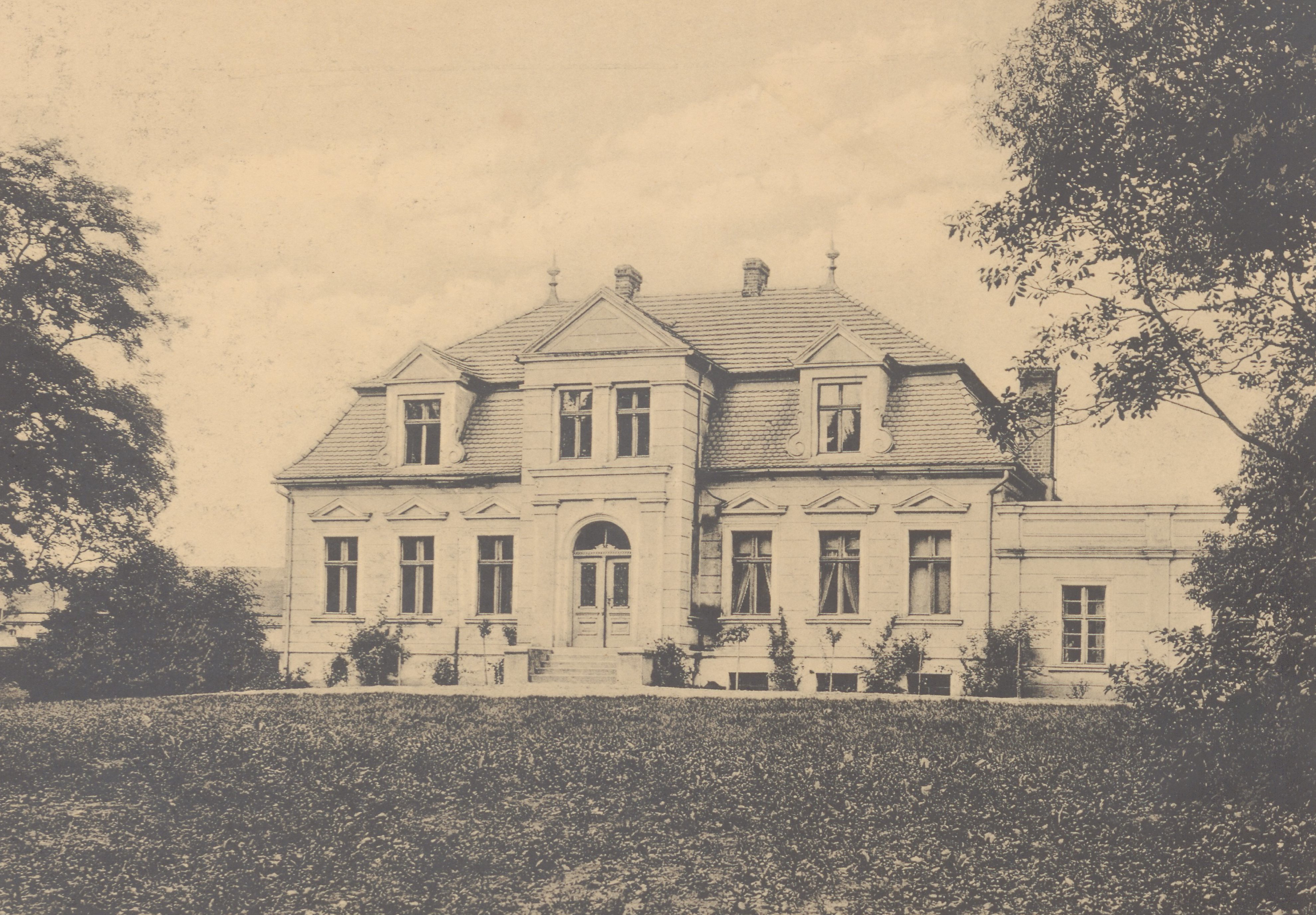
Widok dworu przed 1912

Manieczki (niem. Mansfeld, 1943-1945 Manshof) – osada (agromiasteczko) w Polsce położona w województwie wielkopolskim, w powiecie śremskim, w gminie Brodnica. W latach 1975–1998 miejscowość administracyjnie należała do województwa poznańskiego.
Wieś położona 6 km na zachód od Śremu przy drodze wojewódzkiej nr 310 (Śrem – Czempiń – Głuchowo). We wsi znajduje się skrzyżowanie z drogą powiatową nr 4064P do Przylepek oraz lokalnymi do Krzyżanowa i Boreczka.
Pierwsza wzmianka o wsi pochodzi z 1368 roku. Wówczas właścicielem był Sędziwój z Głębocka herbu Łodzia. Następnie Manieczki zostały podzielone na kilka działów, które należały do Manieckich, Grabianowskich, Chaławskich, Przylepskich, czyli do okolicznej szlachty. Kolejnym właścicielem był Maciej Kołaczkowski herbu Abdank. 21 czerwca 1781 roku majątek został sprzedany Józefowi Wybickiemu. W Manieczkach powstało wiele jego utworów literackich, zmarł w 1822 roku w nieistniejącym już drewnianym dworku. Po jego śmierci majątkiem zarządzały jego żona Estera oraz córka Teresa. Wnuk Wybickiego w 1842 roku sprzedał wieś generałowi Dezyderemu Chłapowskiemu. W lipcu 1960 roku utworzono pierwszy w Polsce kombinat PGR – «Kombinat Państwowych Gospodarstw Rolnych Manieczki». Od 1978 roku był on jednym z dwóch wzorowych Państwowych Gospodarstw Rolnych. W 1993 roku przekształcone w «Gospodarstwo Rolne Skarbu Państwa Manieczki», a w 1994 roku sprywatyzowane pod nazwą «Kombinat Rolno-Przemysłowy „Manieczki” Sp. z o.o.»
Zabytkiem prawnie chronionym jest zespół dworski, składający się z:
- dworu z 1894, z mansardowym dachem i nowszym przedsionkiem z 1912, w latach 1978–2006 mieściły się w nim Muzeum Józefa Wybickiego oraz Oddział Wielkopolski Miłośników Tradycji Mazurka Dąbrowskiego; przed wejściem znajduje się głaz z tablicą z okazji 205. rocznicy uchwalenia Konstytucji 3 maja, obecnie dwór należy do potomków Głowackich, w związku z czym usunięto niektóre tablice i głazy pamiątkowe
- kaplicy pw. Narodzenia Najświętszej Marii Panny z 1786 w kształcie rotundy, wystawionej przez Józefa Wybickiego
- parku krajobrazowego z połowy XVIII wieku o obecnej powierzchni 6,51 ha, w nim: dwie lipy drobnolistne o obwodzie 290 i 300 cm, głaz z tablicą z okazji 218. rocznicy urodzin twórcy hymnu narodowego, popiersie Wybickiego projektu Grzegorza Kowalskiego, dwie kolumny z tablicą z 1766 upamiętniają pojedynek o dziewczynę dwóch braci Kołaczkowskich

We wsi znajduje się kościół Narodzin Najświętszej Marii Panny z 1990, nawiązujący do rotundy, projektu Zygmunta Lutomskiego i Henryka Wiercińskiego. Przy drodze do Krzyżanowa położony jest kopiec zwieńczony słupem z figurą Matki Boskiej, według tradycji kryje on prochy powstańców z 1848 i 1863. W Manieczkach funkcjonuje Szkoła Podstawowa im. Józefa Wybickiego. W miejscowości znajduje się też klub muzyczny Ekwador.
W mieście był przystanek kolejowy Manieczki.